# Bort-l'Étang
Bort-l'Étang är en kommun i departementet Puy-de-Dôme i regionen Auvergne-Rhône-Alpes i centrala Frankrike. Kommunen ligger i kantonen Billom som tillhör arrondissementet Clermont-Ferrand. År 2022 hade Bort-l'Étang 724 invånare.

## Befolkningsutveckling
Antalet invånare i kommunen Bort-l'Étang
| Referens: INSEE |